# Trinidad Scorpion Butch T

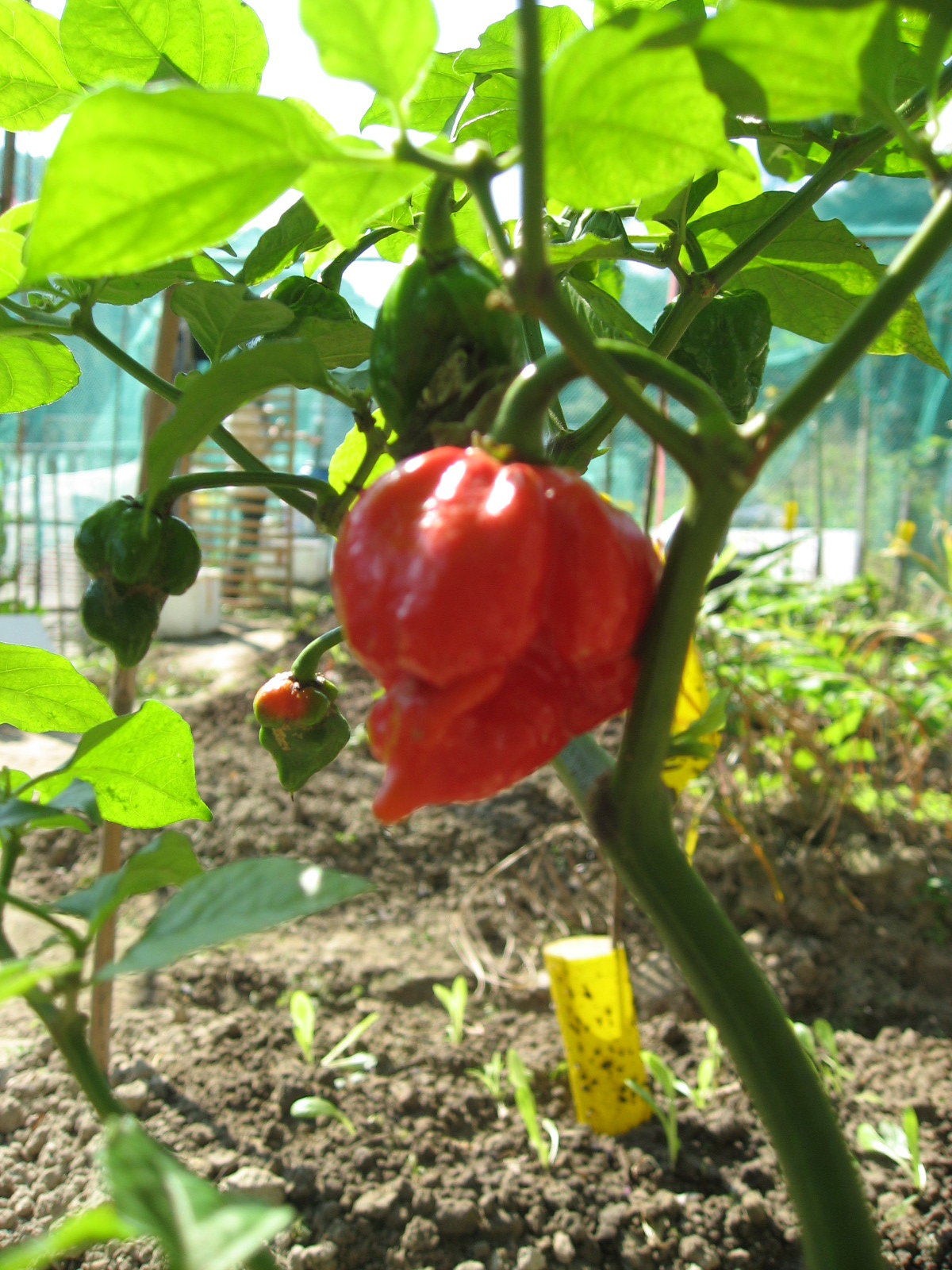
Trinidad Scorpion Butch T

El chile Trinidad Scorpion Butch T es un pimiento chile categorizado como el segundo más picante del mundo, después del chile Carolina Reaper. El Scorpion se consideraba el chile más picante del mundo hasta 2012. Este chile es una variedad del Trinidad Scorpion llamado así por Butch Taylor, dueño de una compañía de salsas picantes responsable de difundir sus semillas. La variedad es conocida como scorpion por su parecido con el aguijón de un escorpión.

## Récord mundial
El pimiento Trinidad Scorpion Butch T fue el pimiento más picante del mundo según el Libro Guinness de los récords por más de tres años. Antes de esto, el puesto del más picante estaba ocupado por la variedad Naga Viper. Un test de laboratorio realizado en marzo de 2011 midió 1.463.700 SHU, superando las 1.382.112 SHU del Naga Viper. El Scorpion fue superado por el chile Carolina Reaper en 2012, ya que este puede llegar a 2.220.000 SHU. El Scorpion ahora ocupa el segundo lugar entre los chiles más picantes. El picante de una especie puede variar hasta un factor de 10 en función de las condiciones de crecimiento de la planta. La cromatografía líquida de alta eficacia tiene una precisión limitada y un margen de error del 5%; valores de SHU con más de dos cifras significativas deben ser interpretadas solo desde un punto de vista de entretenimiento y no científico, a la hora de determinar el picante de un pimiento.

## Uso en la alimentación
El Trinidad Scorpion Butch T es tan potente que debe ser manejado con guantes protectores. La exposición al ojo o piel cercana al mismo puede causar ceguera temporal. Mientras se prepara el Butch T se debe usar una máscara de químico o un traje de protección para aislarse de los gases tóxicos producidos durante la cocción.